# إتش. إل. كابور
إتش. إل. كابور هو سياسي هندي، ولد في 10 ديسمبر 1923، وتوفي في 14 فبراير 2020. انتخب عضو راجيا سابها ‏.